# Lista de presidentes da Sociedade Esportiva Palmeiras
Esta é uma lista de presidentes da Sociedade Esportiva Palmeiras.
O clube possui um presidente honorário perpétuo: Comendador Pietro Baroli, e os seguintes presidentes honorários todos da família Matarazzo: Ermelino Matarazzo, Conde Francesco Matarazzo, Francisco Matarazzo Júnior.

Lista de presidentes do Palmeiras em exibição

| Nº  | Presidente (ano de nascimento - ano de morte) | Início do mandato | Fim do mandato |
| --- | --------------------------------------------- | ----------------- | -------------- |
| 1º  | Ezequiel Simone                               | 26/08/1914        | 25/10/1914     |
| 2º  | Augusto Vaccari                               | 25/10/1914        | 16/06/1915     |
| 3º  | Leonardo Pareto                               | 16/06/1915        | 16/12/1915     |
| 4º  | Fábio Ferré (1893 - 1934)                     | 1915              | 1915           |
| 5º  | Francesco De Vivo                             | 1916              | 25/01/1916     |
| 6º  | Ludovico Bacchiani                            | 25/01/1916        | 17/11/1916     |
| 7º  | Federico Sutti                                | 17/11/1916        | 05/01/1917     |
| 8º  | Guido Sarti                                   | 05/01/1917        | 26/12/1917     |
| 9º  | Ludovico Bacchiani                            | 26/12/1917        | 5/01/1917      |
| 10º | Duilio Frugoli                                | 11/04/1918        | 05/07/1918     |
| 11º | Valentino Sola (1886 - 1930)                  | 05/07/1918        | 21/02/1919     |
| 12º | Duilio Frugoli                                | 21/02/1919        | 27/05/1919     |
| 13º | Menotti Falchi                                | 27/05/1919        | 23/04/1920     |
| 14º | Alberto Sironi                                | 23/04/1920        | 10/11/1920     |
| 15º | Davide Picchetti                              | 10/11/1920        | 16/04/1923     |
| 16º | Francesco De Vivo                             | 16/04/1923        | 05/05/1925     |
| 17º | Giuseppe Perrone                              | 05/05/1925        | 28/11/1925     |
| 18º | Francesco De Vivo                             | 28/11/1925        | 16/04/1926     |
| 19º | Giuseppe Perrone                              | 16/04/1926        | 26/08/1926     |
| 20º | Francesco De Vivo                             | 26/08/1926        | ?              |
| 21º | Giuseppe Perrone                              | ?                 | 04/03/1927     |
| 22º | Francesco De Vivo                             | 04/03/1927        | 09/09/1927     |
| 23º | Giuseppe Perrone                              | 09/09/1927        | 23/11/1928     |
| 24º | Luís Eduardo Matarazzo(1902 - 1958)           | 23/11/1928        | 08/01/1932     |
| 25º | Dante Delmanto (1907 - 1986)                  | 08/01/1932        | 17/11/1934     |
| 26º | Rafael Parisi                                 | 17/11/1934        | 27/12/1938     |
| 27º | Italo Adami                                   | 27/12/1938        | 05/01/1939     |
| 28º | João Minervino                                | 05/01/1939        | 29/05/1939     |
| 29º | Enrico De Martino (1879 - 1943)               | 29/05/1939        | 16/07/1939     |
| 30º | Italo Adami                                   | 16/07/1939        | 27/10/1942     |
| 31º | Higino Pellegrini                             | 27/10/1942        | 1945           |
| 32º | Estevam Margutti                              | março de 1945     | 26/06/1945     |
| 33º | Mário Frugiuele (- 1980)                      | 1945              | 1945           |
| 34º | Francisco Patti                               | 26/06/1945        | 28/02/1947     |
| 35º | Higino Pellegrini                             | 28/02/1947        | 11/02/1949     |
| 36º | Ferruccio Sandoli                             | 11/02/1949        | 27/02/1951     |
| 37º | Mario Frugiuele (- 1980)                      | 27/02/1951        | 1952           |
| 38º | Pascoal Walter Byron Giuliano (- 2003)        | 1953              | 1954           |
| 39º | Mario Beni (1905 - 1988)                      | 1955              | 1959           |
| 40º | Delfino Facchina (- 1980)                     | 1959              | 28/02/1971     |
| 41º | Pascoal Walter Byron Giuliano (- 2003)        | 01/03/1971        | 1977           |
| 42º | Jordão Bruno Saccomani (1915 - 2004)          | 1977              | 1977           |
| 43º | Bricio Pompeu de Toledo (1919 - 1999)         | 1977              | 1978           |
| 44º | Delfino Facchina (- 1980)                     | 1978              | junho de 1980  |
| 45º | Bricio Pompeu de Toledo (1919 - 1999)         | junho de 1980     | 1983           |
| 46º | Paschoal Walter Byron Giuliano (- 2003)       | 1983              | 1984           |
| 47º | Nelson Tadini Duque (1925 - 1998)             | 1985              | 1988           |
| 48º | Carlos Facchina                               | 1989              | 1992           |
| 49º | Mustafá Contursi (1940)                       | 1993              | 2005           |
| 50º | Affonso Della Monica (1936)                   | 09/01/2005        | 26/01/2009     |
| 51º | Luiz Gonzaga Belluzzo (1942)                  | 26/01/2009        | 20/01/2011     |
| 52º | Salvador Hugo Palaia (1934)                   | 28/09/2010        | 12/11/2010     |
| 53º | Arnaldo Tirone (1950)                         | 20/01/2011        | 22/01/2013     |
| 54º | Paulo Nobre (1968)                            | 22/01/2013        | 15/12/2016     |
| 55º | Maurício Galiotte (1969)                      | 15/12/2016        | 15/12/2021     |
| 56º | Leila Pereira (1964)                          | 15/12/2021        | atualidade     |